# Julian Fałat
Julian Fałat (Tuligłowy, nabij Lvov, 30 juli 1853 — Bystra, 9 juli 1929) was een Pools impressionistisch kunstschilder. Fałat maakte voornamelijk met aquarellen van landschappen. De schilderkunst leerde hij van Władysław Łuszczkiewicz aan de Academie voor schone kunsten in Krakau en vervolgde zijn opleiding aan de Akademie der Bildenden Künste in München. In 1885 maakte Fałat diverse reizen door Europa en Azië, wat hij gebruikte als inspiratie in latere werken. Thema's die in de werken van Fałat terugkomen zijn Poolse landschappen, jacht en portretten. In 1886 werd hij in Berlijn aangenomen als hofschilder van de Duitse keizer Wilhelm II van Duitsland. Fałat overleed op 9 juli 1929 in Bystra. 
In de Tweede Wereldoorlog zijn diverse werken gestolen door Duitse troepen. In 2010 doken twee van deze werken op in veilinghuizen in New York. De werken, De Jacht en Naar de jacht, werden teruggegeven aan het Nationaal Museum in Warschau.

## Galerij

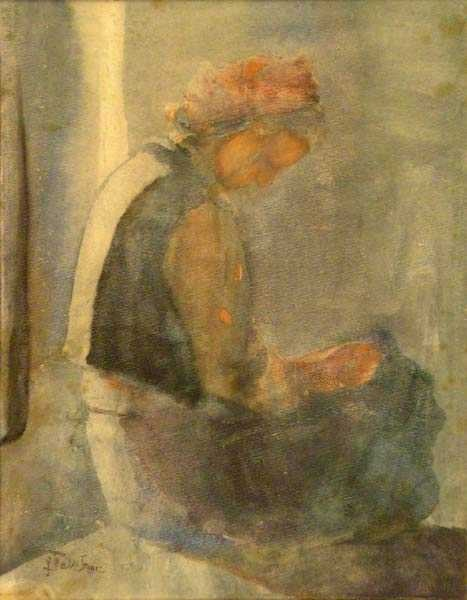
Handwerken
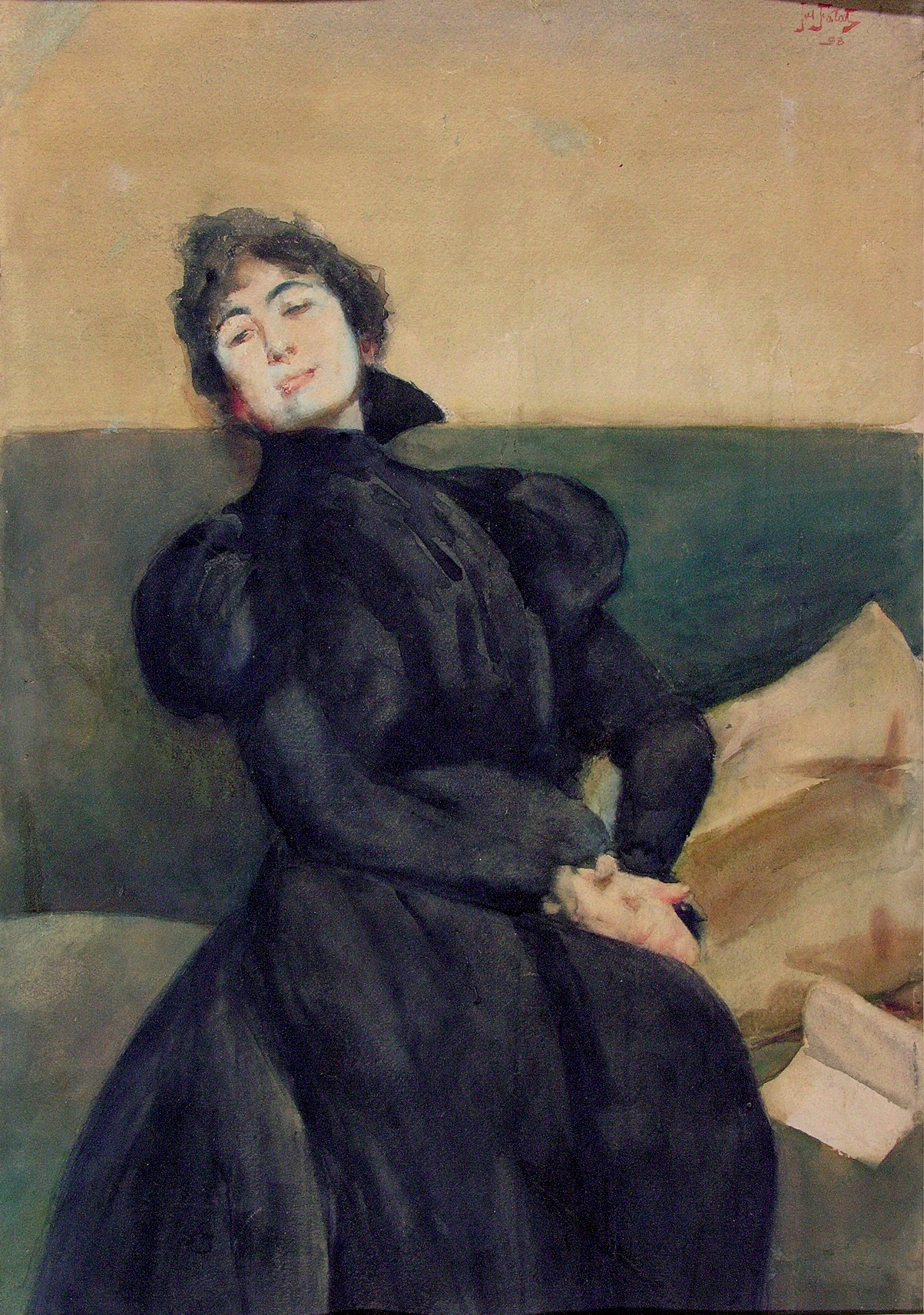
Portret van Gabrieli Zapolskiej
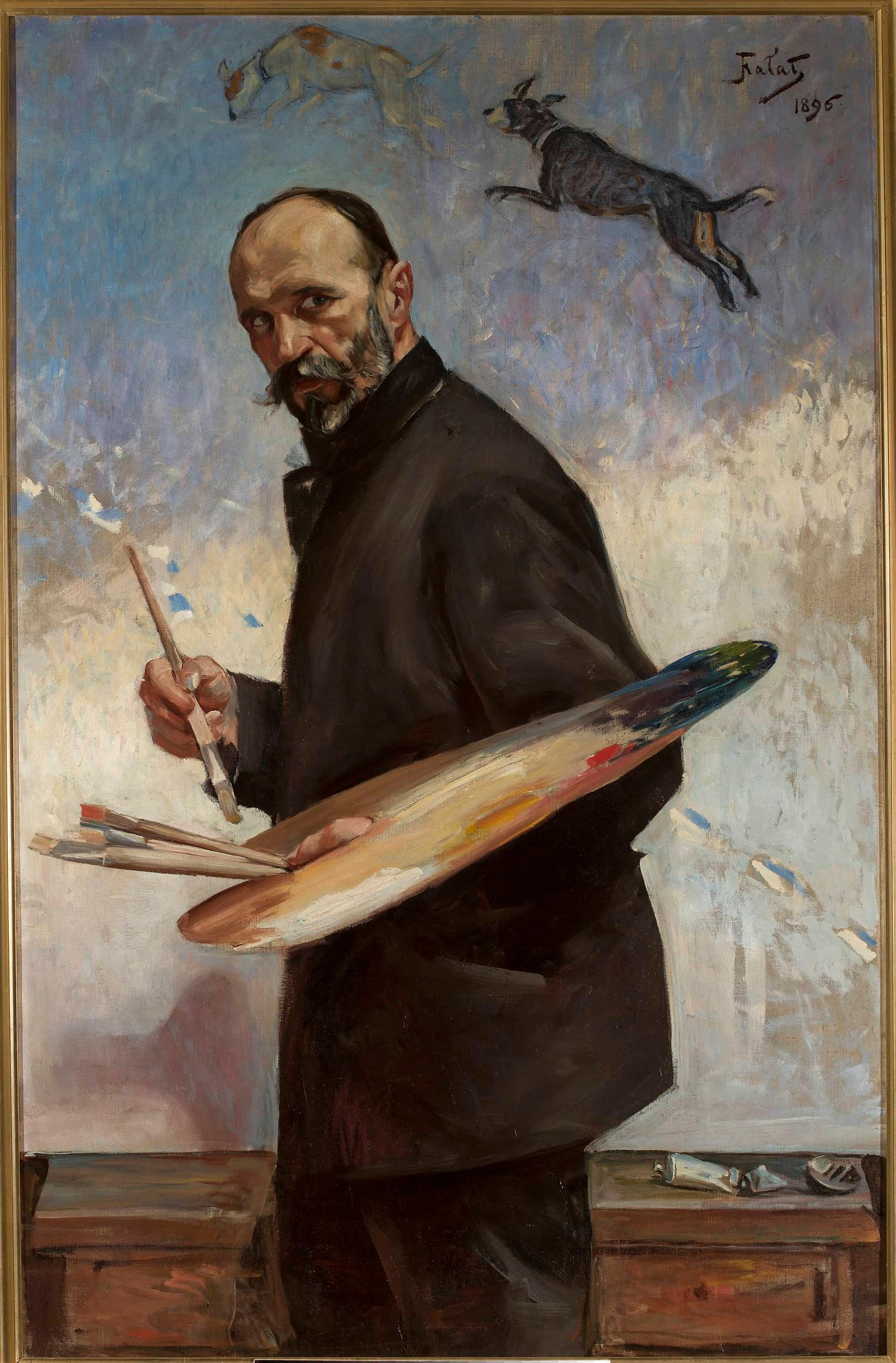
Zelfportret, 1896
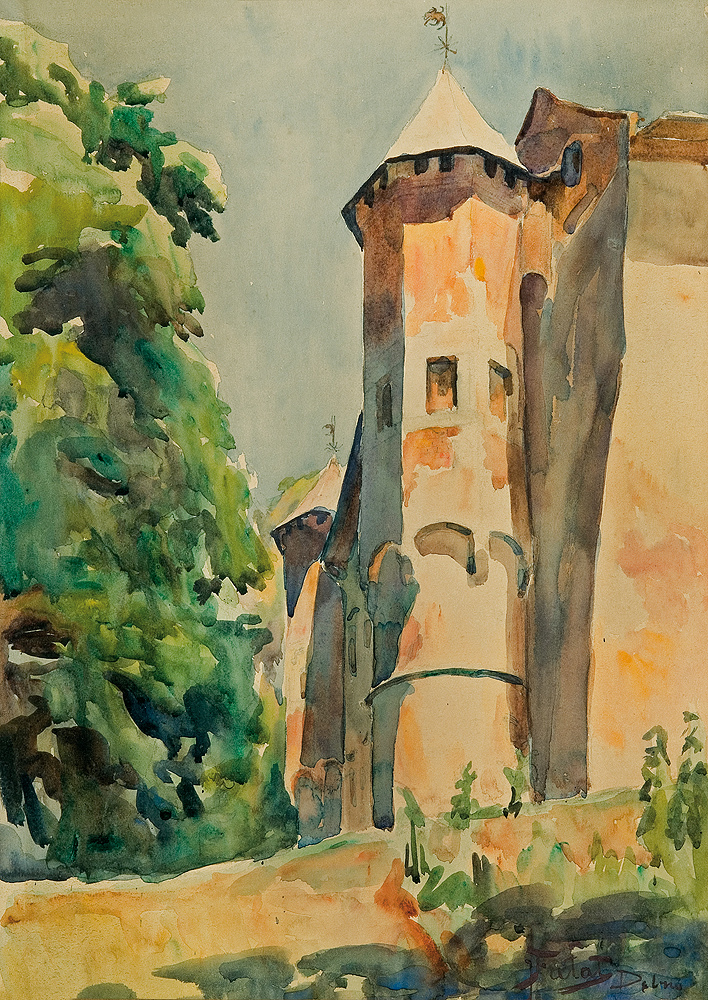
Castle in Dębno
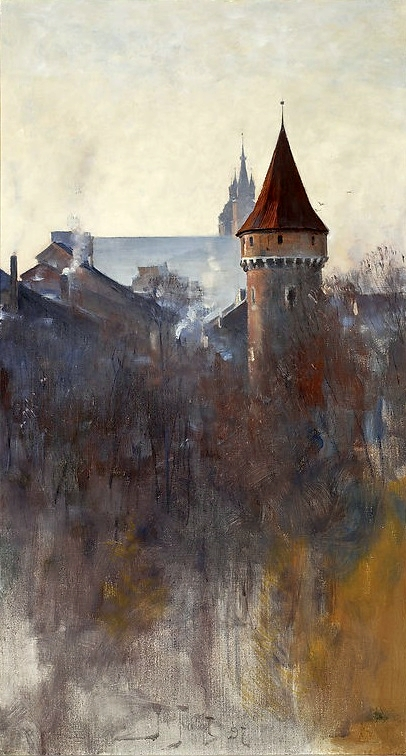
Krakau in de ochtend
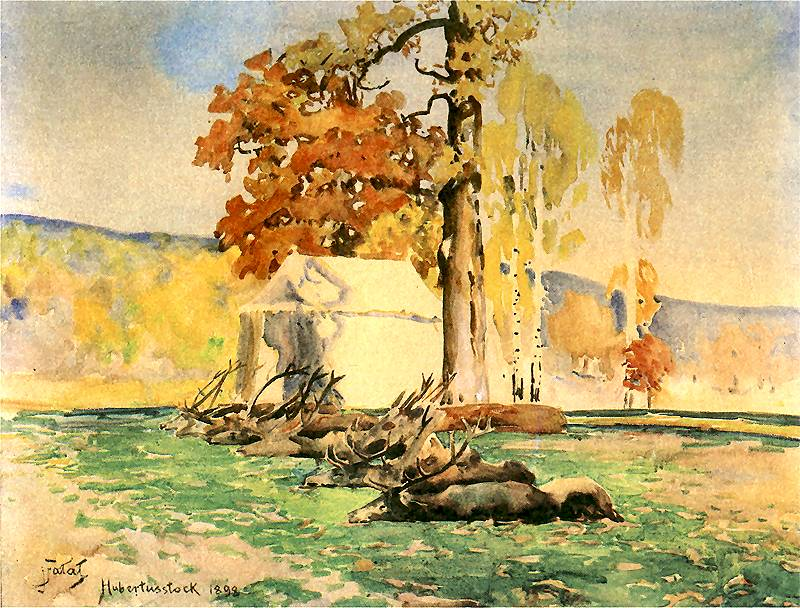
Na de jacht
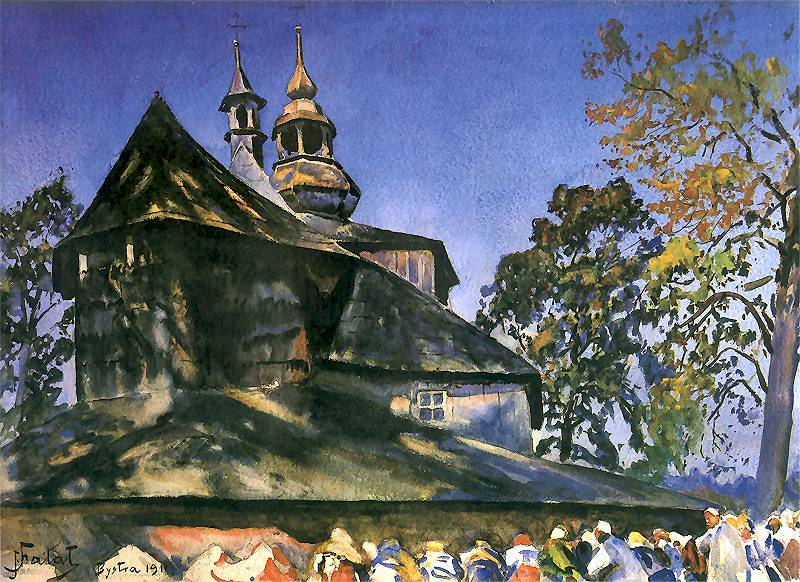
De kerk in Mikoszewice
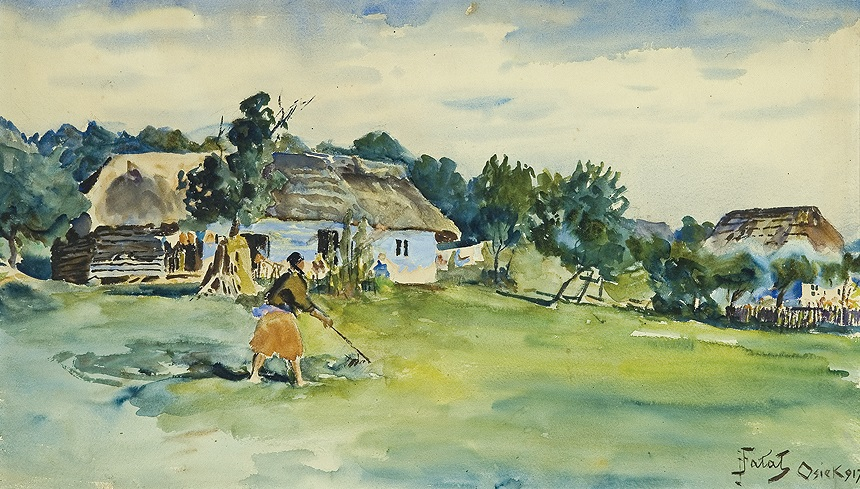
Hooien
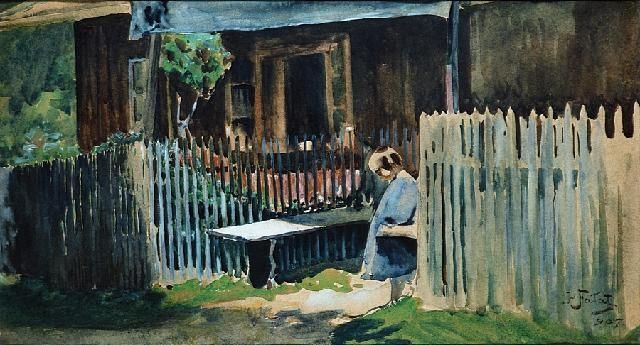
Jonge vrouw voor het huis
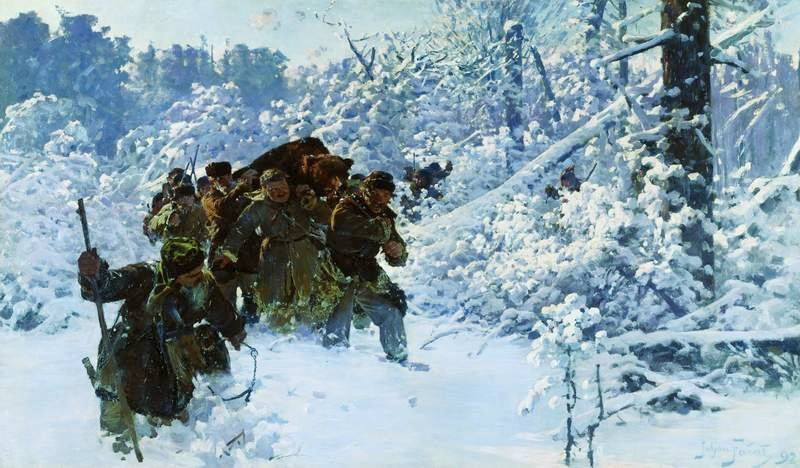
Terugkeer met de beer

- Bibliothèque nationale de France: cb12080291s (data)
- Gemeinsame Normdatei: 132110091
- International Standard Name Identifier: 0000 0001 0874 6067
- Library of Congress Control Number: n86009362
- Nationale Bibliotheek van Tsjechië: js2011623099
- Nationale Bibliotheek van Israël: 987007279581305171
- Nationale Bibliotheek van Polen: a0000001178805
- RKD-Nederlands Instituut voor Kunstgeschiedenis: 27235
- SIKART: 4031758
- Système universitaire de documentation: 085792004
- Union List of Artist Names: 500018013
- Virtual International Authority File: 17247703
- WorldCat: E39PBJcRbxW9kT9pDcybqp3PcP